# 山茶生小煤炱
山茶生小煤炱（学名：Meliola camelliicola）是属于小煤炱目小煤炱科小煤炱属的一种真菌，寄生在山茶科植物上。该种分布于中国大陆、台湾。